# Перелік кавалерів Хреста Симона Петлюри (Ґ)
Ця сторінка — інформаційний реєстр. Див. також основні статті: Хрест Симона Петлюри та Перелік кавалерів Хреста Симона Петлюри.
В алфавітному порядку представлені всі відомі кавалери Хреста Симона Петлюри, чиї прізвища починаються з літери «Ґ». 
| № | Фото | Ім'я              | Дата народження  | Місце народження | Дата смерті  | Місце смерті                      | Звання   | Підрозділ                           | № ордена |
| - | ---- | ----------------- | ---------------- | ---------------- | ------------ | --------------------------------- | -------- | ----------------------------------- | -------- |
| 1 |      | Євген Ґловінський | 1 листопада 1894 | Куп'янськ        | 7 липня 1964 | Детройт                           | Поручник | Залізна дивізія                     | 151      |
| 2 |      | Дмитро Ґонта      | 1900             | Катеринославщина | 1959         | м. Філадельфія, Пенсільванія, США | Сотник   | 2-а батарея полку Чорних запорожців | 547      |